# Strženec
Strženec je část města Bystřice v okrese Benešov. Nachází se na jihovýchodě Bystřice. V roce 2009 zde bylo evidováno 10 adres.
Strženec leží v katastrálním území Ouběnice u Votic o výměře 7,3 km².

## Historie
První písemná zmínka o vesnici pochází z roku 1788.